# 圣让德贝尔维尔
圣让德贝尔维尔（法語：Saint-Jean-de-Belleville，法語發音：[sɛ̃ ʒɑ̃ də bɛlvil]）是法国萨瓦省的一个旧市镇，属于阿尔贝维尔区。2019年，圣让德贝尔维尔并入市镇莱贝尔维尔。

## 地理
圣让德贝尔维尔（45°25'37"N, 6°29'6"E）面积59.6 平方千米，位于法国奥弗涅-罗讷-阿尔卑斯大区萨瓦省，该省份为法国东部省份，历史上为薩伏依的一部分，北起上萨瓦省，西接伊泽尔省和安省，南部和东部与上阿尔卑斯省和意大利接壤。
与圣让德贝尔维尔接壤的市镇（或旧市镇、城区）包括：莱萨旺谢-瓦尔莫雷勒、勒布瓦、方丹勒皮、蒙泰蒙、圣弗朗索瓦-隆尚、莱贝尔维尔、圣马丹德贝尔维尔。

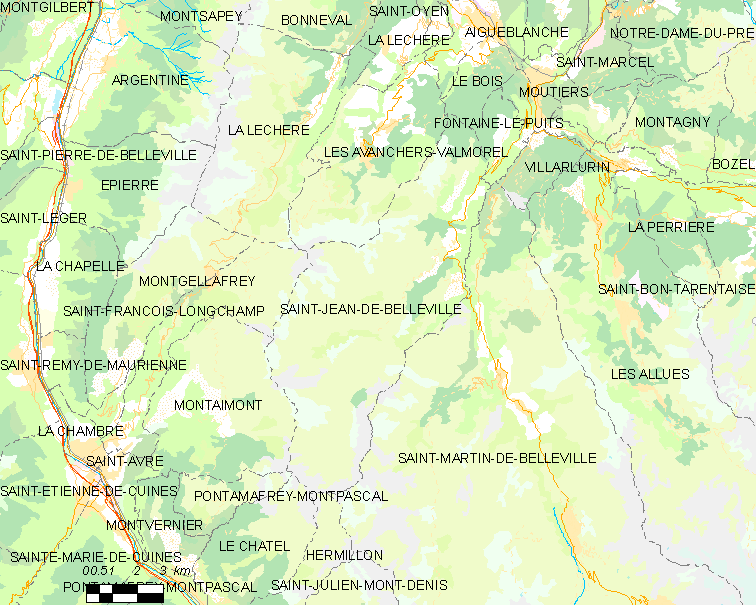
圣让德贝尔维尔的OSM定位图

圣让德贝尔维尔的时区为UTC+01:00、UTC+02:00（夏令时）。

## 行政
圣让德贝尔维尔的邮政编码为73440，INSEE市镇编码为73244。

## 政治
圣让德贝尔维尔所属的省级选区为穆捷县。

## 人口

1962-2008年间圣让德贝尔维尔人口变化图示

圣让德贝尔维尔于2018年1月1日时的人口数量为539人。